# Maksîmîhîne, Semenivka
Maksîmîhîne (în ucraineană Максимихине) este un sat în comuna Oleksandrivka din raionul Semenivka, regiunea Cernihiv, Ucraina.

## Demografie
Componența lingvistică a localității Maksîmîhîne
     Ucraineană (62,5%)
     Rusă (37,5%)
Conform recensământului din 2001, majoritatea populației localității Maksîmîhîne era vorbitoare de ucraineană (62,5%), existând în minoritate și vorbitori de rusă (37,5%).